# Кикнадзе, Кирилл Александрович
Кири́лл Алекса́ндрович Кикна́дзе (род. 4 декабря 1967, Москва, СССР) — российский журналист, телеведущий, автор фильмов и программ приключенческой и спортивной тематики, видеоблогер. Ведущий новостей спорта на канале НТВ (1994—2001, 2002—2014, 2019—2020), спортивный обозреватель НТВ, в прошлом — обозреватель и ведущий программ дирекции спортивных каналов «НТВ-Плюс», автор и руководитель программ на канале «Матч ТВ» («Спортивный интерес», «Спортивный заговор»).

## Биография
Родился 4 декабря 1967 года в Москве. Окончил московскую спецшколу, где ряд предметов преподавался на английском языке. С 1984 по 1991 год учился на факультете журналистики МГУ им. Ломоносова. С 1986 по 1988 год проходил службу в пограничных войсках КГБ СССР.
С 1989 по 1992 год руководил первым в стране молодёжным информационным агентством «СтудИнформ».
В 1992 году перешёл на телевидение, в редакцию спортивных программ «Арена» телеканала РТР. Дебют Кирилла на телеэкране состоялся в программе «Золотая шпора», которую вёл его старший брат Василий Кикнадзе.
Осенью 1993 года получил приглашение работать на НТВ в Службе спортивных программ под руководством Алексея Буркова, в ноябре стал обозревателем и ведущим новостей спорта в программе «Сегодня». В 1994 провёл свой первый прямой репортаж с «Тур де Франс» во французском городе Лилль. Это была первая зарубежная командировка Кирилла. В 1995 году проходил практику на BBC. В 1994—1996 годах — автор и ведущий программы «В поисках приключений» на НТВ. После закрытия данной передачи по собственному желанию приступил к созданию документальных фильмов, которые в 1997—2005 годах были показаны на телеканалах НТВ и «НТВ-Плюс Спорт».
С ноября 1996 по сентябрь 2014 года — также ведущий и корреспондент на канале «НТВ-Плюс Спорт». В разное время вёл информационно-аналитическую программу «Пресс-центр» и ток-шоу «Звёздный вторник», принимал участие в съёмках обучающих роликов и инструкций, показывавшихся в межпрограммном пространстве спутниковых каналов телекомпании.
С ноября 1996 по ноябрь 1997 года вместе с другими коллегами по спортивному каналу «НТВ-Плюс» также вёл ежедневную обзорную телепрограмму «Дистанция 60» на НТВ.
В апреле 2001 года после конфликта с новым руководством НТВ прекратил сотрудничество с данной телекомпанией и перешёл на ТВ-6 вместе с другими журналистами «НТВ-Плюс». С мая 2001 по январь 2002 года был ведущим «Новостей спорта» в информационных программах «Сегодня на ТВ-6» и «Сейчас» на данном телеканале.
В мае 2002 года вернулся обратно на телеканал НТВ вместе с большей частью старых комментаторов. С июня 2002 по август 2004 года продолжил работу в качестве ведущего новостей спорта в программе «Сегодня». С февраля 2003 по декабрь 2004 года — постоянный ведущий спортивных новостей в программе «Страна и мир», с января 2005 по август 2014 года — в программах «Сегодня в 22:00 (позже — 22:45, 22:40, 23:00, 23:15)» и «Сегодня. Итоги». Также часто выступал со своими репортажами в рамках информационных программ канала.
Участвовал в освещении Олимпийских игр и пяти приключенческих экспедиций «Кэмел-трофи». В мае 2008 года стал одним из факелоносцев эстафеты олимпийского огня летней Олимпиады на её этапе на острове Хайнань.
С осени 2007 по осень 2011 года — руководитель информационной службы телеканала «НТВ-Плюс Спорт Онлайн». В 2012 году во вступительном слове к студентам Московского института ТВ и радиовещания (МИТРО), где в течение некоторого времени был преподавателем, представился как руководитель информационного отдела спортивной редакции «НТВ-Плюс».
С сентября 2014 года — спортивный обозреватель Дирекции информационного вещания НТВ, работает для программ «Сегодня», «Сегодня. Итоговая программа», «Анатомия дня», «Акценты недели» и «Итоги дня».
С ноября 2015 по октябрь 2017 года параллельно работал на телеканале «Матч ТВ». До декабря 2016 года — руководитель и ведущий программы «Спортивный интерес» в паре с Анастасией Лупповой. С января по апрель 2017 года работал в аналогичном качестве над программой в жанре журналистского расследования «Спортивный заговор». Также в разное время был ведущим ток-шоу «Спортивный вопрос» и «Один день с Лигой».
С февраля 2018 по январь 2020 года — автор и ведущий информационно-аналитической программы «Кикнадзе. Мнение» на канале «БелРос» и на белорусском спортивном телеканале «Беларусь 5».
С 26 августа 2019 по 2020 год снова вёл спортивный обзор новостей на НТВ по будням в выпусках программы «Сегодня» в 23:30.
С 2020 года — снова спортивный обозреватель НТВ, автор репортажей в новостных программах. Также является автором и ведущим YouTube-канала «В дебри!».

## Документальные фильмы
- 1995—2003 — «Большое приключение» (серия фильмов об автомобильном приключении на Land Rover по самым неизведанным местам планеты: джунгли Борнео, Центральной Америки, сибирская тайга)
- 1997 — «Тайна мыса „Бесов нос“» (о поисках доисторических петроглифов, ушедших под воду Онежского озера)
- 1998 — «По следам Конана-Варвара»
- 1999 — «Профессия — репортёр: Укрощение бездны» (о кругосветной парусной гонке яхтсменов-одиночек «Around Alone»)[54]
- 2000 — «Профессия — репортёр: Постучавший в рай» («16 дней в тундре»[55]; о рискованной гонке на собачьих упряжках, проходившей в марте 2000 года на Аляске, и участии в ней российского путешественника Фёдора Конюхова)[16][56]
- 2000 — «Профессия — репортёр: Пицца в тропиках» (об итогах двадцатых, заключительных международных автомобильных соревнований «Кэмел-трофи»)[57]
- 2001 — «Профессия — репортёр: Подводные Гималаи» (об экспедиции российских аквалангистов в Гималаи на самое высокогорное озеро в мире — Тиличо)[58][59]
- 2004—2005 — «Трофи Ладога» (о ежегодном автомобильном ралли-рейде по карельскому бездорожью)
- 2005 — «За горизонт» (о легендарной гонке Экспедиция-Трофи 2005. Мурманск — Владивосток)[60][61]
- 2009—2015 — «Синергия» (цикл информационных сюжетов о лучшей в истории команде российских яхтсменов, принимавшей участие в крупных регатах)
- 2017 — «Дорога в Корею» (трёхсерийный цикл о подготовке к Олимпийским играм в Южной Корее[62])

## Семья
- Отец — спортивный журналист Александр Васильевич Кикнадзе (1923—2002)[63].
- Старший брат — спортивный журналист и медиаменеджер Василий Кикнадзе (р. 1962)[64].
- Первая жена (с 9 декабря 1995 по 2010 год) — Марина Кикнадзе (дев. Криницкая) (р. 1962), в разное время — ассистент режиссёра в информационных программах ЦТ СССР и РГТРК «Останкино»[65], режиссёр информационных программ НТВ[66]. По состоянию на конец 1990-х работала режиссёром утренних выпусков передачи «Сегодня»[64]. Познакомились в январе 1995 года, когда на НТВ отмечали год со дня вещания на четвёртой кнопке[14].
  - Дочь — Анастасия (р. 2003)[67][68].
- Вторая жена[69] (с 25 ноября 2017 года) — Эльмира Эфендиева, в разное время — линейный продюсер Дирекции общественно-правового вещания НТВ, ведущая утренних и дневных новостных программ Дирекции информационного вещания, ведущая «Деловых новостей» в программе «Сегодня».